# النقل بالسكك الحديدية في السعودية
النقل بالسكك الحديدية في المملكة العربية السعودية لايزال في طور التوسع.
الخطوط الحديدية السعودية هي المشغل الوطني الحكومي للسكك الحديدية. حيث كانت المؤسسة العامة للخطوط الحديدية مشغلًا رئيسيًا سابقًا، ولكن تم دمجها عام 2021 في شركة الخطوط الحديدية السعودية (سار).

## نبذة تاريخية
كانت أول سكة حديد في شبه الجزيرة العربية هي سكة حديد الحجاز، التي بنتها الإمبراطورية العثمانية من دمشق إلى المدينة المنورة. تعتبر سكة حديد ضيقة، فتحت في عام 1900، لكن أُغلِقت في عام 1920 بسبب الثورة العربية الكبرى.
تم إدخال السكك الحديدية الحديثة في المملكة العربية السعودية بعد الحرب العالمية الثانية، لتسهيل نقل البضائع لشركة الزيت العربية الأمريكية والتي تسمى الان شركة أرامكو السعودية، من الموانئ الواقعة على ساحل الخليج العربي العربي إلى المستودعات في الظهران. بدأ البناء في سبتمبر 1947، وافتتح الخط الأول في 20 أكتوبر 1951. وقد تم الانتهاء من العديد من المشاريع التنموية منذ ذلك الحين، بما في ذلك تمديد الخط إلى الرياض، وإنشاء العديد من محطات الركاب، وافتتاح ميناء جاف في الرياض.
تم دمج مؤسسة السكك الحديدية السعودية في الخطوط الحديدية السعودية الجديدة في 1 أبريل 2021.

## شبكة

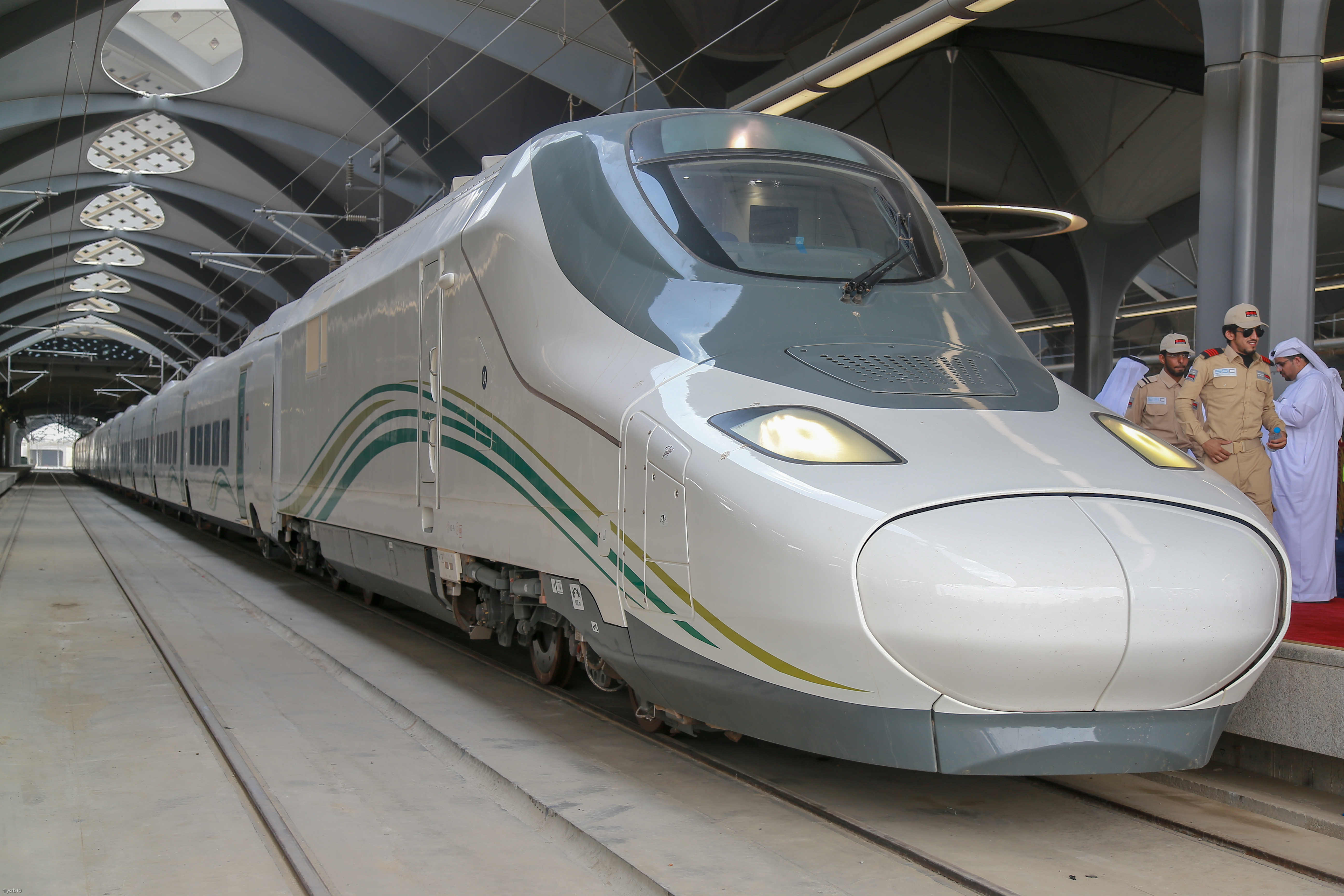
سكة حديد الحرمين عالية السرعة

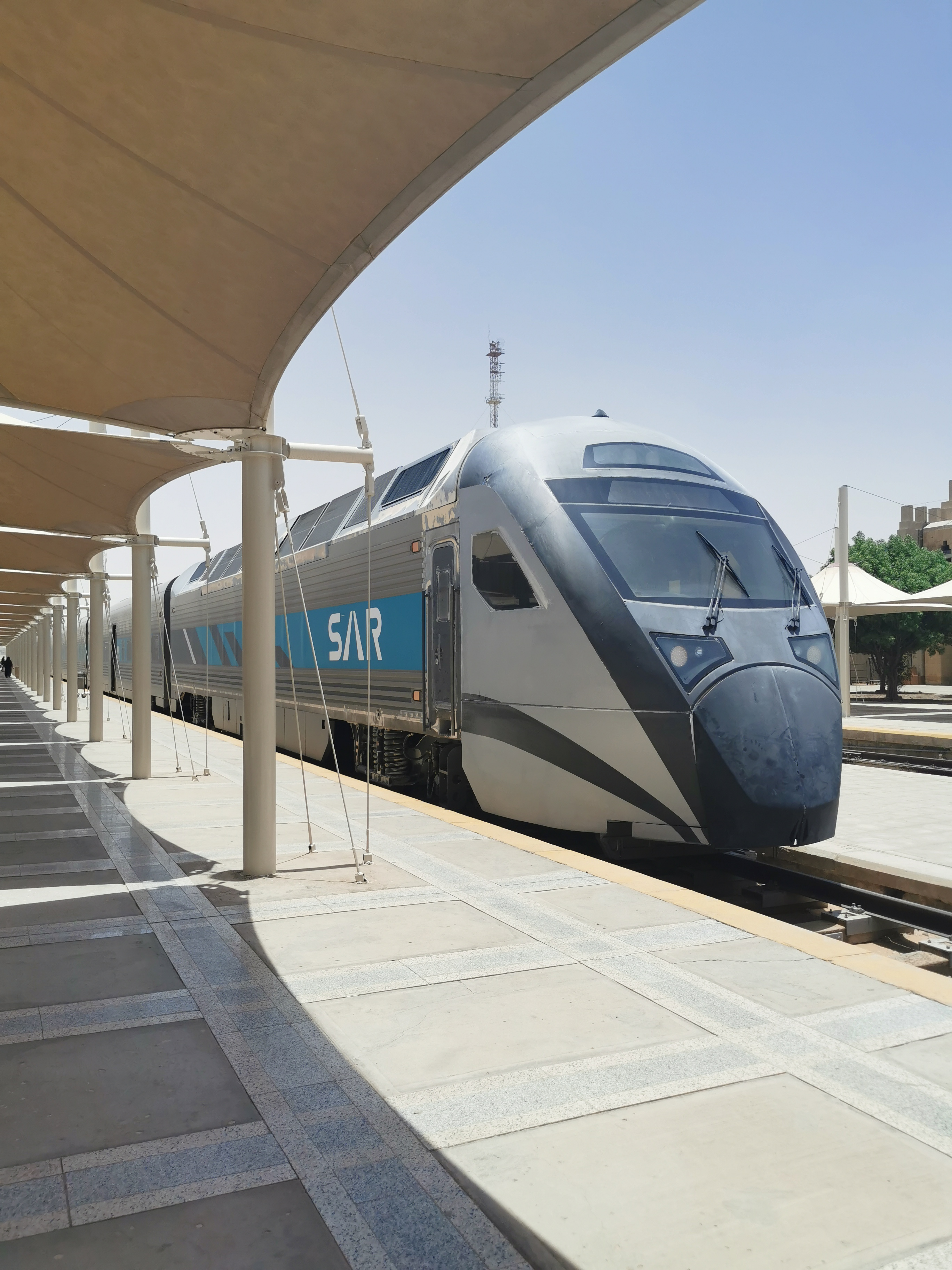
قطار سار بمحطة الرياض - الدمام، الرياض.

### سكة حديد الحرمين عالية السرعة
يربط قطار الحرمين السريع بين مدينتي المدينة المنورة ومكة المكرمة عبر مدينة الملك عبد الله الاقتصادية وجدة.

### الجسر البري السعودي
سوف يكون هناك خط سكة حديد جديد يسمى الجسر البري السعودي يربط مدينة جدة على ساحل البحر الأحمر بالعاصمة السعودية الرياض.

### خط الدمام - الرياض
يربط خط الدمام - الرياض مدينة الدمام بالعاصمة السعودية مدينة الرياض. طول خط القطار 449 كم وله أربع محطات توقف. كان يتم تشغيله سابقًا من قبل مؤسسة السكك الحديدية السعودية.

### خط الرياض - القريات
يبدأ خط الرياض - القريات من الرياض ويمتد باتجاه الشمال الغربي باتجاه الحديثة بالقرب من الحدود الأردنية، مروراً بالمجمعة والقصيم وحائل والجوف. سيتم تشغيل خدمات الركاب والشحن على هذا الخط مستقبلا. سيكون هناك ست محطات ركاب على الخط الذي سيكون في الرياض في مطار الملك خالد الدولي والمجمعة والقصيم وحائل بمدينة الأمير عبد العزيز بن مساعد الاقتصادية والجوف والقريات.

### خط الشمال والجنوب
ويمتد الخط الشمالي الجنوبي من منجم الجلاميد في المحافظة الشمالية ثم يمر بالجوف وحائل حتى مفرق البيثة بمحافظة القصيم. ثم ينتقل الخط شرقاً إلى مرافق المعالجة والتصدير في رأس الخير في المنطقة الشرقية. سيتم استخدام هذا الخط فقط بواسطة قطارات الشحن.

## روابط السكك الحديدية إلى البلدان المجاورة

### المقياس نفسه (1٬435mm(4ft8+1⁄2in)
- الإمارات العربية المتحدة - لا يوجد اتصال، مقترح كجزء من سكة حديد الخليج
- قطر - لا يوجد اتصال، مقترح كجزء من سكة حديد الخليج
- عمان - لا يوجد اتصال، مقترح كجزء من سكة حديد الخليج
- البحرين - لا يوجد اتصال، مقترح كجزء من سكة حديد الخليج
- الكويت - لا يوجد اتصال مقترح كجزء من سكة حديد الخليج
- العراق - مقترح

## أنظر أيضا
- الخطوط الحديدية السعودية
- النقل في السعودية